# Tipula (Lunatipula) griesheimae
Tipula (Lunatipula) griesheimae is een tweevleugelige uit de familie langpootmuggen (Tipulidae). De soort komt voor in het Palearctisch gebied.